# Odontomantis monticola
Odontomantis monticola är en bönsyrseart som beskrevs av Max Beier 1933. Odontomantis monticola ingår i släktet Odontomantis och familjen Hymenopodidae. Inga underarter finns listade i Catalogue of Life.